# اتفاقية الجزائر 1981
اتفاقية الجزائر 1981 هي اتفاقية تمت بين الولايات المتحدة وإيران لحل أزمة الرهائن الإيرانية، توسطت فيها الحكومة الجزائرية ووقعت في الجزائر في 19 يناير 1981.
نشأت الأزمة عندما اقتحمت مجموعة من الطلاب الإيرانيين السفارة الأمريكية في طهران في 4 نوفمبر 1979، وأحتجزوا الموظفين الأمريكيين هناك. بموجب هذه الاتفاقية، تم إطلاق سراح الموظفين الأمريكيين البالغ عددهم 52 شخصاً، مقابل التزام الحكومة الأميركية بعدم التدخل في شؤون إيران ورد الأموال المجمدة وإلغاء العقوبات ضد إيران أمام المحاكم الأميركية، وتجميد أموال الشاه في الولايات المتحدة إلى أن تبت فيها المحاكم.

## الخلفية
عندما استقبلت الولايات المتحدة محمد رضا شاه، الذي فرّ من إيران أثناء الثورة الإسلامية، اقتحمت مجموعة من الطلاب مبنى السفارة الأميركية في طهران وأحتجزوا 52 مواطنا وموظفا أميركيا كرهائن، مطالبين الولايات المتحدة بتسليم الشاه لمحاكمته. حاولت الولايات المتحدة لحل الأزمة عن طريق التفاوض. لكن بعد فشل محاولاتها، قامت بعملية عسكرية لإنقاذهم في 24 إبريل 1980. فشلت تلك المحاولة أيضا وأدت إلى تدمير طائرتين ومقتل ثمانية جنود أمريكيين.
انتهت الأزمة بالتوقيع على اتفاقية الجزائر في الجزائر يوم 19 يناير 1981 بعد ان توسطت الحكومة الجزائرية. فبعد أن جرت مفاوضات بين «وارن كريستوفر» مساعد وزير الخارجية الأمريكي و«بهزاد نبوي» نائب رئيس الوزراء الإيراني بوساطة وزير الشؤون الخارجية الجزائري محمد بن يحي،
وقّع الطرفين على اتفاق تم بموجبه تحرير الرهائن في اليوم التالي، وذلك بعد دقائق من أداء الرئيس الأمريكي الجديد رونالد ريغان.

## البنود

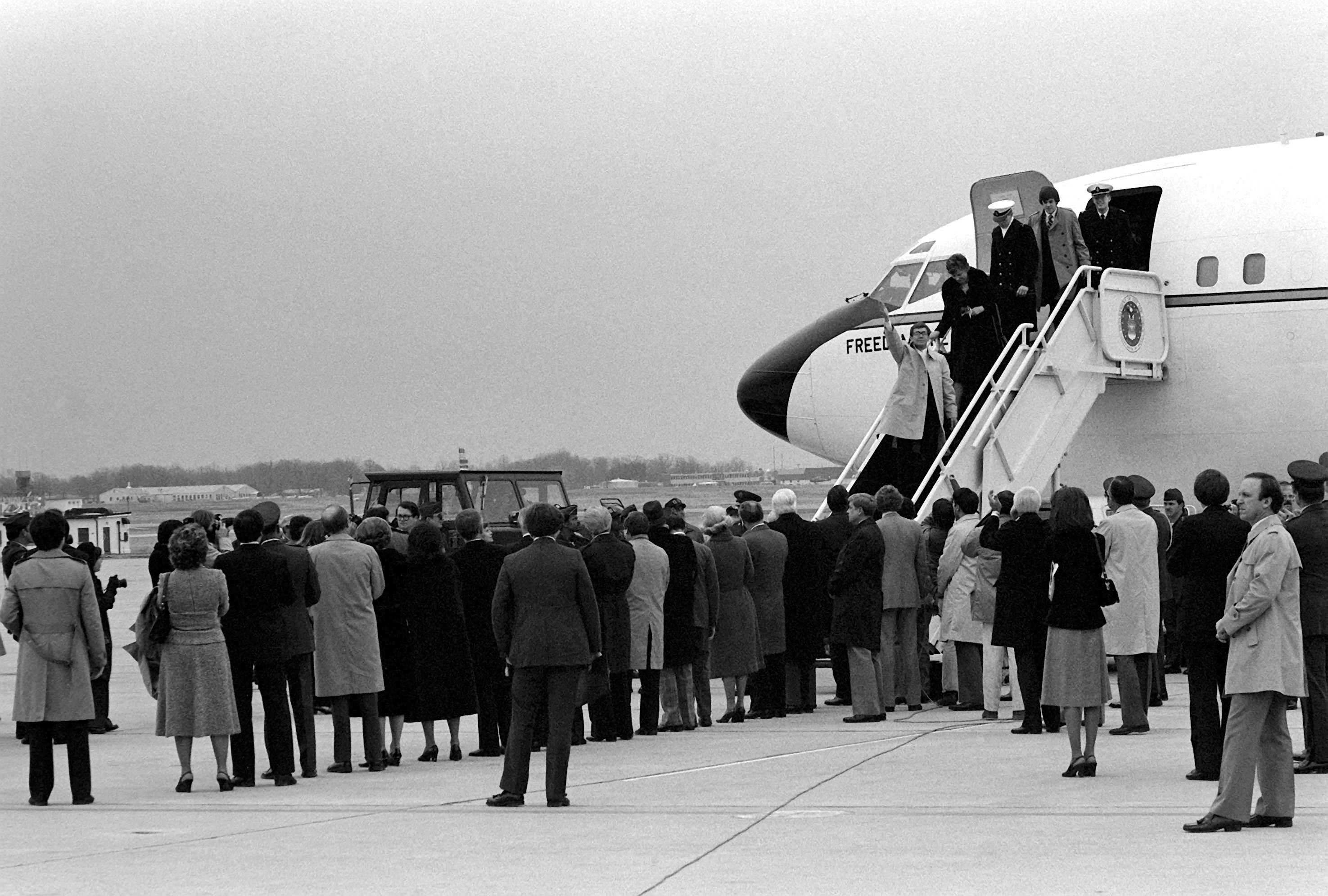
عودة الرهائن المحتجزين إلى الولايات المتحدة الأمريكية بعد التوقيع على اتفاقية الجزائر

تضم الاتفاقية قسمين، في اولهما المبادئ العامة ويحتوي القسم الثاني أربع نقاط. فمقابل الإفراج عن الرهائن في اليوم الموالي وتسليمهم للجزائر:
- تتعهد الولايات المتحدة بعدم التدخل في شؤون إيران السياسية أو العسكرية، بشكل مباشر أو غير مباشر، من الآن فصاعداً.
- تلتزم الحكومة الأميركية برد الأموال والممتلكات الإيرانية المجمدة.
- تقوم الولايات المتحدة بانهاء الجزاءات التجارية المفروضة على إيران منذ 4 نوفمبر 1979 بمجرد اقرار الحكومة الجزائرية بمغادرة الرهائن طهران سالمين. كما تقوم الحكومة الأمريكية بسحب دعواها امام محكمة العدل الدولية واسقاط كل دعاوي والمطالبات القانونية الأخرى لها أو لرعاياها قبل إيران.
- تقوم الحكومة الأمريكية بتجميد اموال وممتلكات اسرة الشاه واقاربه في الولايات المتحدة ويظل التجميد قائما إلى ان تتمكن إيران من اتخاذ الاجراءات القانونية لاستردادها.

كما تعهدت إيران أن تدفع ديونها إلى المؤسسات الأمريكية.